# Dinastija Jin (265. – 420.)
 Ovo je glavno značenje pojma Dinastija Jin (265. – 420.). Za druga značenja pogledajte kasnije istoimene kineske dinastije: Dinastija Kasniji Jin (後晉) koja je vladala od 936.-947. god., u vrijeme „Pet dinastija i Deset kraljevstava”, te džurdžanska dinastija Jin (1115. – 1234.).
Dinastija Jin (kineski: 晉朝, pinyin: Jìn Cháo), poznata i kao Dinastija Chin, je kineska dinastija koja je vladala Kinom od 265. do 420. godine. Njezina vladavina je podijeljena na dva razdoblja, Zapadni Jin (西晉) ili Liang Jin (兩晉, doslovno „dva Jina”) od 265. – 316. god., i Istočni Jin (東晉) ili Sima Jin (司馬晉) od 317. – 420. god. Ovu podjelu su stvarili kasniji povjesničari kako bi razlikovali ovu dinastiju od istoimene kasnije, Dinastija Kasniji Jin (後晉) koja je vladala od 936. – 947. god., u vrijeme „Pet dinastija i Deset kraljevstava”, te još kasnije džurdžanske dinastije Jin (1115. – 1234.).

## Povijest

### Zapadni Jin
Dinastija potječe od klana Sima čiji su članovi zahvaljujući darovitom političaru i vojskovođi Sima Yiju došli na vodeća mjesta u upravi sjeverne kineske države Cao Wei, jednog od Tri kraljevstva. Godine 249., Sima Yi je kao carski regent, zahvaljujući dvorskom puču poznatom kao „Incident kod Gaopinških grobnica”, postao de facto vladar države, a 265. god. njegov je unuk, Sima Yan, prinudio na abidikaciju Cao Huana, posljednjeg cara dinastije Wei. Sebe je proglasio carem te proglasio novu dinastiju kojoj je ima dao prema državi Jin, jednoj od država iz Razdoblja proljeća i jeseni, s čijeg područja je potjecao klan Sima. Pod vlašću Sima Yana, koji je sebe proglasio carem Wuom, pokorena je država Istočni Wu, čime je Kina konačno ujedinjena pod vlašću jednog cara.
No, dinastija Jin se previše oslanjala na veleposjedničke obitelji da bi im oduzela kontrolu nad porezima i radom seljaka. Ta slabost i unutarnja podjela dovele su do ustanka milijuna sjevernjačkih nehanskih stanovnika i svi veliki sjeverni gradovi su napadnuti nakon 299. god.
Razdoblje mira nije dugo trajalo, jer su nakon Wuove smrti započeli sukobi među njegovim nasljednicima i rodbinom poznati kao „Rat Osam prinčeva”. Oni su toliko oslabili carsku vlast, da su to iskoristili sjeverni Wu Hu nomadi koji su do 316. god. zauzeli najveći dio sjeverne Kine, uključujući prijestolnicu Luoyang u događaju koji se naziva „Katastrofa kod Yongjie”. Od tada nastaje razdoblje poznato kao „Šesnaest kraljevstava” (東晉十六國), kada je na području Kine od 304. do 439. postojao niz kratkotrajnih država. Za ovog razdoblja velike mase ljudi su se preselile na jug, ispod rijeke Huai He, potaknuvši razvoj južne Kine.

### Istočni Jin
Pod vodstvom Sima Ruija dinastija Jin je 317. god. uspostavila novu prijestolnicu u južnom dijelu Kine, u gradu Jiankangu (današnja pokrajina Jiangsu). Rivalske Wu Hu države na sjeveru nisu priznavale legitimnost ove dinastije i zvale su je Langye.
Dinastiju su oslabile pobune generala poput Wang Duna i Su Juna, no Bitka na rijeci Fei 383. god. protiv snaga Ranijeg Qina (koji je nakratko ujedinio sjevernu Kinu od 351. – 394. god.), zahvaljujući kratkotrajnoj suradnji kancelara Xie Ana i generala Huan Chonga. Brat Huana Chonga, veliki general Huan Wen, je 403. god. nakratko uzurpirao prijestolje gdje je za cara postavio svog sina Huan Xuana i promijenio ime dinastije u Chu, ali ga je ubio general Liu Yu 404. god., koji je prijestolje vratio caru Anu od Jina. No, smatrajući da je dovoljno osigurao vlast, Liu Yu je cara Ana 419. god. dao zadaviti i na njegovo mjesto postavio njegova brata koji je nakratko vladao kao car Gong od Jina. On je bio primoran abdicirati u korist Liu Yua, osnivača dinastije Liu Song.

## Kultura
Dinastija Jin je po uzoru na dinastiju Han preuzela taoizam kao državnu filozofiju, dok je istodobno budizam postao vrlo raširen. Dinastija je naveliko poznata po svojoj zelenkastoj keramici koja je često imala životinjske oblike, ali i budističke ukrase.
Legendarna narodna pripovijetka Romansa o Liang Shanbo i Zhu Yingtai (梁山伯祝英台), kineska verzija Romea i Julije i UNESCO-ova nematerijalna svjetska baština, smještena je u razdoblje dinastije Jin.

## Gospodarstvo
Dinastija Jin je, nastojeći obnoviti seljačka gospodarstva po uzoru na ona u vrijeme dinastije Han, davala seljacima pravo na posjedovanje zemlje. Zakupci su obrađivali zemlju činovnicima u politici poznatoj kao „zemlju za plaću”. Takav je sustav pomogao općeniti oporavak poljoprivrede, a novi su vladari, također po Han uzoru, prihvatili i ekonomsku politiku slobodnog tržišta (laissez faire). Tako je prijestolnica Istočnog Jina, Chang'an, doživio gospodarski procvat i postao jednim od najvećih gradova svijeta, ako ne i najveći.

## Vladari dinastije Jìn
| Postumno ime                            | Rodno ime   | Godine vladavine | Područje vladanja |
| --------------------------------------- | ----------- | ---------------- | --- |
| Konvencionalno: Jìn + postumno ime + di |             |                  | |
| Zapadni Jin 265. – 316.                 |             |                  | |
| Wu od Jina                              | Sima Yan    | 266. – 290.      | - Taishi 266. – 274. - Xianning 275. – 280. - Taikang 280. – 289. - Taixi 28. siječnja 290. – 17. svibnja 290. |
| Hui Di                                  | Sima Zhong  | 290. – 307.      | - Yongxi 17. svibnja 290. – 15. veljače 2901. - Yongping 16. travnja 291. – 23. travnja 291. - Yuankang 24. travnja 291. – 6. veljače 300. - Yongkang 7. veljače 300. – 3. veljače 301. - Yongning 1. lipnja 301. – 4. siječnja 303. - Taian 5. siječnja 303. – 21. veljače 304. - Yongan 22. veljače 304. – 3. veljače 305. - Jianwu 16. kolovoza – 24. prosinca 304. - Yongxing 4. veljače 305. – 12. srpnja 306. - Guangxi 13. srpnja 306. – 19. veljače 307. |
| nema                                    | Sima Lun    | 301.             | - Jianshi 3. veljače – 1. lipnja 301. |
| Huai Di                                 | Sima Chi    | 307. – 311.      | - Yongjia 307. – 313. |
| Min Di                                  | Sima Ye     | 313. – 316.      | - Jianxing 313. – 317. |
| Istočni Jin 317. – 420.                 |             |                  | |
| Yuan Di                                 | Sima Rui    | 317. – 323.      | - Jianwu 317. – 318. - Taixing 318. – 322. - Yongchang 322. – 323. |
| Ming Di                                 | Sima Shao   | 323. – 325.      | - Taining 323. – 326. |
| Cheng Di                                | Sima Yan    | 325. – 342.      | - Xianhe 326. – 335. - Xiankang 335. – 342. |
| Kang Di                                 | Sima Yue    | 342. – 344.      | - Jianyuan 343. – 344. |
| Mu Di                                   | Sima Dan    | 344. – 361.      | - Yonghe 345. – 357. - Shengping 357. – 361. |
| Ai Di                                   | Sima Pi     | 361. – 365.      | - Longhe 362. – 363. - Xingning 363. – 365. |
| Fei Di                                  | Sima Yi     | 365. – 372.      | - Taihe 365. – 372. |
| Jianwen Di                              | Sima Yu     | 372.             | - Xianan 372. – 373. |
| Xiaowu Di                               | Sima Yao    | 372. – 396.      | - Ningkang 373. – 375. - Taiyuan 376. – 396. |
| An Di                                   | Sima Dezong | 396. – 419.      | - Longan 397. – 402. - Yuanxing 402. – 405. - Yixi 405. – 419. |
| Gong Di                                 | Sima Dewen  | 419. – 420.      | - Yuanxi 419. – 420. |

## Vanjske poveznice
- Dinastija Jin 晉 (engl.)
- Otkriće najveće grobnice dinastije Jin u sjeveroistočnoj Kini (engl.)

| prethodnik Tri kraljevstva | Dinastije u kineskoj povijesti 265. – 420. | nasljednik Južne i Sjeverne dinastije |